# Emilio González Márquez
Emilio González Márquez (Lagos de Moreno, 12 de novembro de 1960) é um político mexicano, foi governador do Estado de Jalisco, no México, até 28 de fevereiro de 2013, pelo Partido de Ação Nacional. Foi sucedido por Jorge Aristóteles Sandoval Díaz, do Partido Revolucionário Institucional.
É formado em contabilidade pública pela Universidad de Guadalajara.
É membro do Partido da Ação Nacional e já foi deputado federal. Em 2006 foi eleito governador de Jalisco, assumindo em 1º de março de 2007.